# ليانا شيريل وين
ليانا شيريل وين (الصينية: 温麟衍؛ وُلدت في وين لينيان؛ 27 يناير 1983) هي طبيبة أمريكية، ومؤلفة، وأستاذة جامعية، ومتحدثة، ومستشارة، وكاتبة عمود في الصحف، ومعلقة تلفزيونية. وهي مفوضة الصحة السابقة لمدينة بالتيمور والرئيسة السابقة لمنظمة تنظيم الأسرة. كتبت كتابين بناءً على تجربتها كطبية محترفة.
عمل وين كمتحدثة في مجال الصحة العامة خلال جائحة كوفيد-19 وتفشي الجدري في عام 2022، وظهرت بشكل متكرر على شبكة سي إن إن كمحلل طبي على الهواء. طُلب من وين الإدلاء بشهادتها أربع مرات أمام الكونجرس خلال جائحة كوفيد-19، بما في ذلك مرتين أمام اللجنة الفرعية المختارة المعنية بأزمة فيروس كورونا.
تعمل وين حاليًا كأستاذ للصحة العامة في جامعة جورج واشنطن، وهي زميل كبير غير مقيم في معهد بروكينجز. وهي أيضًا كاتبة عمود في صحيفة واشنطن بوست ومحللة طبية لشبكة سي إن إن.